# Биссерова, Антонина Алексеевна
Антонина Алексеевна Биссерова (до 2008 — Полякова; род. 17 октября 1984 года, Запорожье, УССР, СССР) — украинская волейболистка, с 2004 года выступает за рубежом. Чемпионка Швейцарии (2009). 2-кратная обладательница Суперкубка Швейцарии (2006, 2009).

## Биография
Начала заниматься волейболом в Одессе. Первый тренер — Виктор Васильевич Мельниченко.
Профессиональную карьеру начала в 2001 году в южненском «Химике», в составе которого дважды (2002, 2003) становилась призёром первой лиги Украины и завоёвывала путёвку в высшую. На протяжении всех трёх сезонов в «Химике» была капитаном команды.
В 2004 году по приглашению олимпийской чемпионки Ольги Шкурновой оказалась в швейцарском клубе «Биль», а в 2005 году перешла в другой швейцарский клуб — «Кёниц», в составе которого добилась серьёзных успехов, выиграв чемпионат и дважды Суперкубок Швейцарии.

## Достижения

### С клубом
- Чемпионка Швейцарии — 2009.
  - 3-кратный серебряный призёр чемпионата Швейцарии — 2007, 2010, 2014.
  - 3-кратный бронзовый призёр чемпионата Швейцарии — 2008, 2012, 2013.
- 2-кратный серебряный призёр Кубка Швейцарии — 2007, 2013.
- 2-кратный обладатель Суперкубка Швейцарии — 2006, 2009.
- Победитель чемпионата Украины среди команд первой лиги — 2003.
  - Бронзовый призёр чемпионата Украины среди команд первой лиги — 2002.